# Grpiče
Grpiče (nemško Korpitsch) je naselje v Občini Bekštanj v Okraju Beljak-dežela na Koroškem v Avstriji.